# Tschinbatyn Otgontsetseg
Tschinbatyn Otgontsetseg (mongolisch Чинбатын Отгонцэцэг; * 30. April 1991) ist eine ehemalige mongolische Skilangläuferin.

## Werdegang
Otgontsetseg lief im November 2008 in Kuusamo ihr erstes Weltcuprennen, welches sie mit dem 75. Platz im Sprint beendete. Bei den nordischen Skiweltmeisterschaften 2009 in Liberec belegte sie den 93. Platz im Sprint. In der Saison 2012/13 erreichte sie bei der Winter-Universiade 2013 in Lago di Tesero den 76. Platz über 5 km Freistil, den 71. Rang im Sprint, den 64. Platz im Skiathlon sowie den 52. Platz im 15-km-Massenstartrennen und bei den nordischen Skiweltmeisterschaften 2013 im Val di Fiemme den 91. Rang über 10 km Freistil. Bei den Olympischen Winterspielen 2014 in Sotschi holte sie den 70. Platz über 10 km klassisch. Ihre besten Platzierungen bei der Winter-Universiade 2017 in Almaty waren der 21. Platz im 15-km-Massenstartrennen und der neunte Rang mit der Staffel. Im Februar 2017 belegte sie bei den Winter-Asienspielen 2017 in Sapporo den 18. Platz im 15-km-Massenstartrennen und bei den nordischen Skiweltmeisterschaften 2017 in Lahti den 70. Platz über 10 km klassisch. Bei den Olympischen Winterspielen 2018 in Pyeongchang lief sie auf den 84. Platz über 10 km Freistil.